# Hội trường Ba Đình

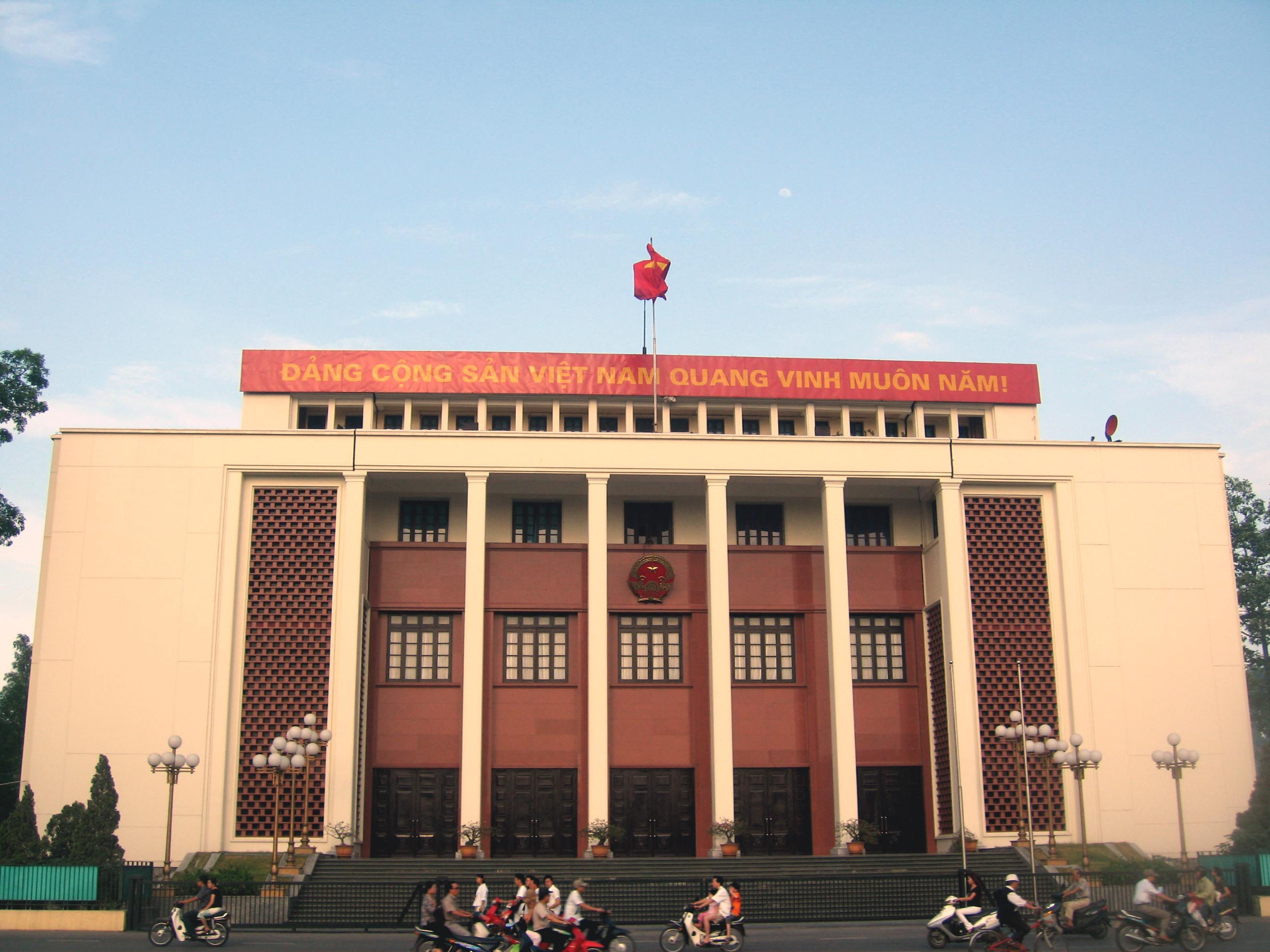
Hội trường Ba Đình

Hội trường Ba Đình là một tòa nhà lớn nằm trước lăng chủ tịch Hồ Chí Minh, trên quảng trường Ba Đình, là nơi thường xuyên diễn ra những hội nghị lớn của Việt Nam và cũng là nơi tổ chức các hoạt động song phương, đa phương, hợp tác quốc tế. Nguyễn Cao Luyện là đồng tác giả của hội trường Ba Đình.
Năm 2007, Hội trường Ba Đình đã được phá dỡ để nhường chỗ xây dựng Nhà Quốc hội.

## Ý nghĩa
Hội trường Ba Đình là công trình xây dựng trong thời kì chiến tranh Việt Nam. Trong hơn 4 thập kỉ, Hội trường Ba Đình đã đảm đương sứ mệnh lịch sử tổ chức các sự kiện chính trị quan trọng: 7 nhiệm kì Đại hội Đại biểu toàn quốc của Đảng, 11 nhiệm kì Quốc hội và nhiều nhiệm kì Đại hội của các đoàn thể, tổ chức chính trị - xã hội đã diễn ra tốt đẹp. Tại đây, Chủ tịch Hồ Chí Minh và các lãnh đạo Đảng, Nhà nước đã tham dự và chủ trì nhiều hội nghị quan trọng gắn với sự ra đời các quyết sách lớn của Đảng, Nhà nước trong công cuộc xây dựng và phát triển đất nước. Hội trường Ba Đình còn là nơi tổ chức các hoạt động mang tính nghi lễ quốc gia và các hoạt động đối ngoại ở tầm quốc tế.

## Kiến trúc

### Vị trí
Tổng mặt bằng khu vực Hội trường Ba Đình (khoảng 22 ha) được xác định như sau:
- Phía Bắc là đường Hoàng Văn Thụ
- Phía Nam là đường Điện Biên Phủ, Lô E

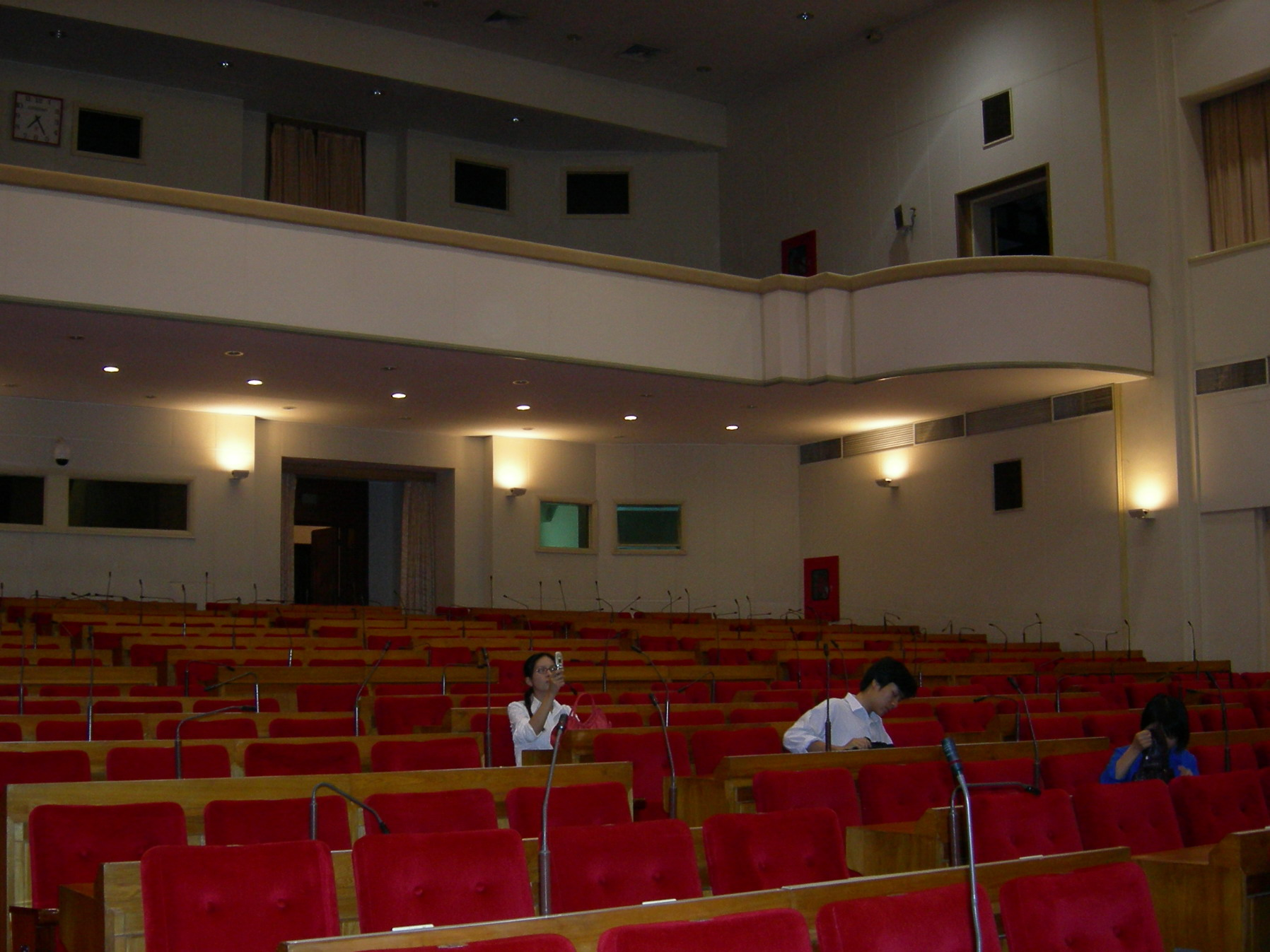
Bên trong Hội trường Ba Đình. Ảnh chụp năm 2006.

- Bên trong Hội trường Ba Đình. Ảnh chụp năm 2006.Phía Đông là đường Hoàng Diệu, tiếp giáp với Thành cổ Thăng Long
- Phía Tây là đường Độc Lập, Quảng trường Ba Đình..

### Kiến trúc chính
Hội trường Ba Đình gồm 3 tầng, mặt bằng được bố trí theo hình chữ T, mặt chính diện hướng Tây trông ra Quảng trường Ba Đình; mặt bên hướng Nam tiếp giáp đường Bắc Sơn, đối diện trụ sở Bộ Ngoại giao; mặt bên hướng Bắc, tiếp giáp đường Hoàng Văn Thụ, đối diện trụ sở Văn phòng Trung ương Đảng; mặt sau hướng Đông, tiếp giáp đường Hoàng Diệu, đối diện Khu Thành cổ Hà Nội.

### Các phòng ban
Tính đến tháng 8-2007, sau 45 năm tồn tại, ngoài phòng Họp chính, Phòng họp Đoàn Chủ tịch và Thứ ký kỳ họp, Phòng trực của các cơ quan, Trung ương, Phòng tiếp khách quốc tế, trong Hội trường Ba Đình còn có 30 phòng chức năng dành cho cán bộ, công chức các cục, vụ, đơn vị của Văn phòng Quốc hội tập trung phục vụ Quốc hội và các cơ quan của Quốc hội trong thời gian diễn ra các kỳ họp Quốc hội, bao gồm:
- Các phòng dành cho các cục, vụ, đơn vị phục vụ trực tiếp hoạt động của Hội đồng Dân tộc, các Ủy ban của Quốc hội và các Ban của Ủy ban Thường vụ Quốc hội;
- Các phòng dành cho các cục, vụ, đơn vị phục vụ chung đảm bảo cơ sở vật chất, kỹ thuật, quản lý tài sản, tổ chức hành chinh, văn thư, lễ tân, thông tin, y tế phục vụ đại biểu Quốc hội, cán bộ, công chức phục vụ tại các kỳ họp Quốc hội;
- Các phòng làm việc thường xuyên của một số đơn vị như: Trung tâm Thông tin, Thư viện và Nghiên cứu khoa học; Trung tâm Tin học; Ban Quản lý Hội trường Ba Đình; Thư viện Quốc hội...

 Mỗi phòng chức năng của Hội trường Ba Đình tuy có nhiệm vụ riêng, nhưng đều có liên quan chặt chẽ với nhau nhằm phục vụ tốt nhất các hoạt động của Đảng, Chính phủ, Quốc hội trong mỗi nhiệm kỳ và đảm bảo điều kiện cho hoạt động của các cơ quan Đảng, Nhà nước, các đoàn thể và tổ chức chính trị - xã hội được tổ chức tại đây.

## Kế hoạch tháo dỡ
Sáng 2-4-2007, với 86,56% phiếu thuận, Quốc hội khóa XI thông qua nghị quyết về phương án quy hoạch, xây dựng nhà Quốc hội.
Theo đó, nhà Quốc hội được xây dựng tại lô D khu trung tâm chính trị Ba Đình, hội trường Ba Đình lịch sử bị đập bỏ. Nhưng tranh luận về việc xây nhà Quốc hội thì chưa dừng lại ở đây. Vì nhiều người mong muốn giữ lại Hội trường Ba Đình.
Tại Trung tâm Hội nghị quốc gia Mỹ Đình, ngày 2/9/2007, Bộ Xây dựng tổ chức triển lãm các phương án kiến trúc nhà Quốc hội (17 phương án đã trúng tuyển vào vòng chung kết) để tham khảo ý kiến nhân dân.
Vài ngày sau, với tư cách một công dân, nguyên Thủ tướng Chính phủ Võ Văn Kiệt đã công bố một lá thư trên báo chí, đề nghị "giữ lại hội trường Ba Đình, xây dựng nhà Quốc hội mới trên một địa điểm mới, tạo dựng một không gian đô thị mới".
Liền sau ý kiến của ông Kiệt, báo Đại Đoàn Kết ngày 1/11/2007 đã đăng thư của Đại tướng Võ Nguyên Giáp: "Mặc dầu Quốc hội đã biểu quyết, nhưng cán bộ và nhân dân còn có nhiều ý kiến". Ông cho rằng "đã là di tích lịch sử mà xuống cấp thì phải tu sửa, bảo tồn chứ không phải phá bỏ đi".
Mặc dù nhận được nhiều ý kiến trái chiều nhưng ban chính trị Việt Nam vẫn quyết định tháo dỡ Hội trường Ba Đình, vì nhà Quốc hội thì phải xây ở trung tâm Chính Trị cộng với việc Hội trường Ba Đình xuống cấp sau nhiều năm phục vụ. Cuối năm 2007 Hội trường Ba Đình chính thức được tháo dỡ.

## Lịch sử

### Bối cảnh xây dựng
Trước năm 1960, Nhà nước Việt Nam Dân chủ Cộng hòa chưa có Trụ sở Quốc hội, bởi vậy các kỳ họp của Quốc hội phần lớn đều tổ chức tại Nhà hát lớn Thành phố Hà Nội. Để đảm bảo điều kiện cho hoạt động của Quốc hội, Ban thường trực Quốc hội và hoạt động của các Tiểu ban của Quốc hội, Đảng và Nhà nước đã giao nhiệm vụ cho Bộ Kiến trúc lập dự án xây dựng Nhà Quốc hội ở khu Quần Ngựa, Hà Nội theo quy hoạch của Chính phủ với phương châm "Tiện lợi, chắc chắn, đẹp nhưng trang nghiêm".
Việc lựa chọn kiểu dáng kiến trúc, trang, thiết bị và vật liệu xây dựng Nhà Quốc hội được nghiên cứu rất kỹ. Với sự giúp đỡ của các chuyên gia Trung Quốc, tháng 5-1960 nhiệm vụ thiết kế Nhà Quốc hội đã hoàn thành và mô hình kiến trúc đã được trưng bày tại Phòng Triển lãm số 45 phố Tràng Tiền, quận Hoàn Kiếm, thành phố Hà Nội để lấy ý kiến nhân dân. Nhưng, khi triển khai thực hiện lại có nhiều vấn đề nảy sinh cần giải quyết trong đó có " khó khăn về nguyên vật liệu, vốn kiến thiết cơ bản, Chính phủ đã đề nghị hoãn việc xây dựng Nhà Quốc hội để tập trung vốn thực hiện một số công trình kinh tế cấp thiết. Trong khi chờ đợi xây dựng Nhà Quốc hội, để giải quyết chỗ họp cho các kỳ họp Quốc hội và các hội nghị quan trọng khác, Chính phủ đã phê duyệt phương án xây dựng một nhà họp trước Quảng trường Ba Đình". Nhà họp đó được nhân dân gọi với tên thân thuộc là Hội trường Ba Đình.

### Phục vụ
Tính đến năm 2007, tại Hội trường Ba Đình đã phục vụ 7 kỳ Đại hội Đảng (từ Đại hội IV năm 1976 - Đại hội X năm 2006), 11 nhiệm kỳ Quốc hội (từ 1963 - 2007), chứng kiến 5 nhiệm kỳ Đại hội của Mặt trận tổ quốc Việt Nam (từ Đại hội II năm 1983 - Đại hội VI năm 2004), 5 nhiệm kỳ Đại hội của Tổng Liên đoàn Lao động (từ 1974 - 1993), 6 nhiệm kỳ Đại hội của Hội Liên hiệp phụ nữ Việt Nam (từ 1974 - 2002)

## Nguyên nhân tháo dỡ
Hội trường Ba Đình bị tháo dỡ vì là nơi họp tạm thời nên kiến trúc và quy mô xây dựng chỉ ở mức độ khiêm tốn. Chi tiết quan trọng này được cụ Hoàng Phát Hiền, một trong những cán bộ phục vụ nhiều năm gần gũi với Bác Hồ, kể lại với các đồng chí lãnh đạo. Đây cũng là một trong những căn cứ để trung ương yên tâm đưa ra quyết định cuối cùng.

## Hình ảnh

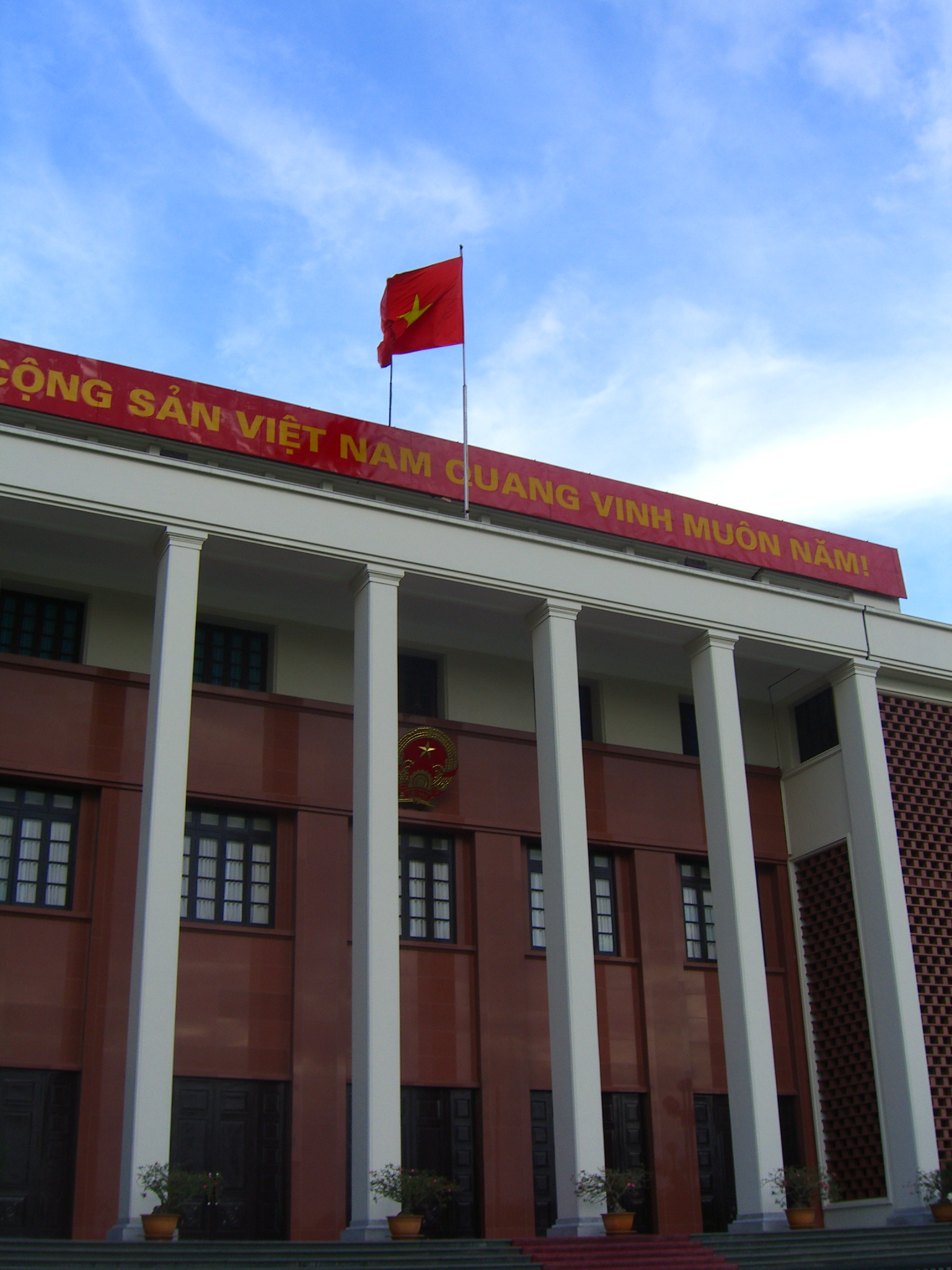
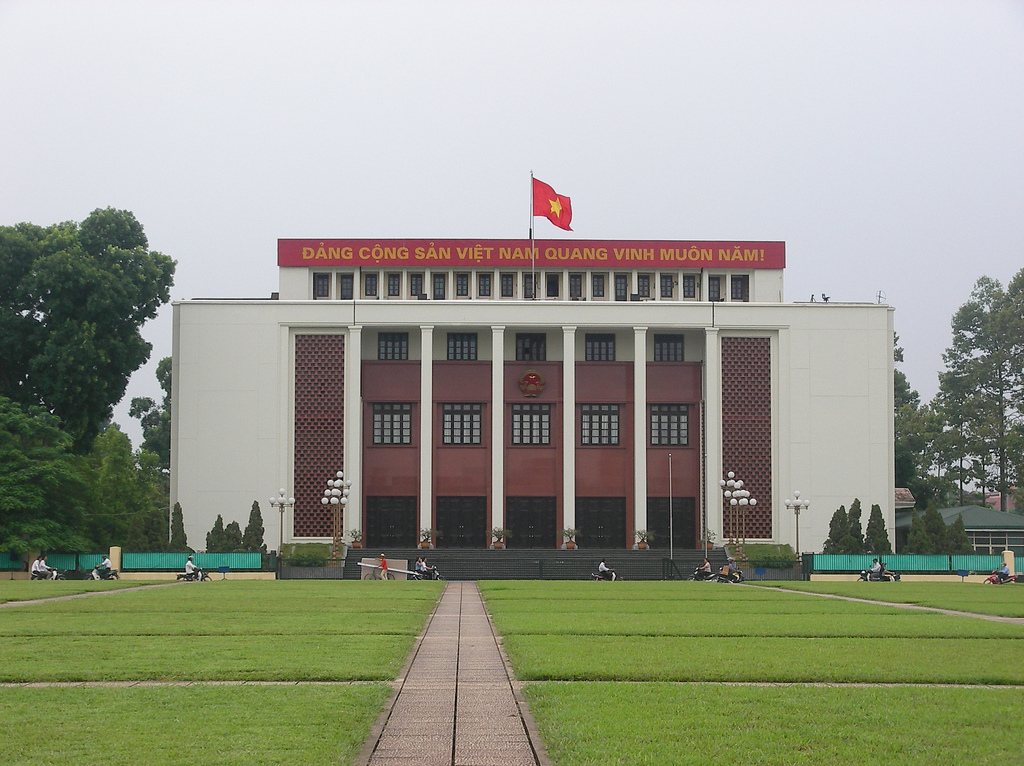
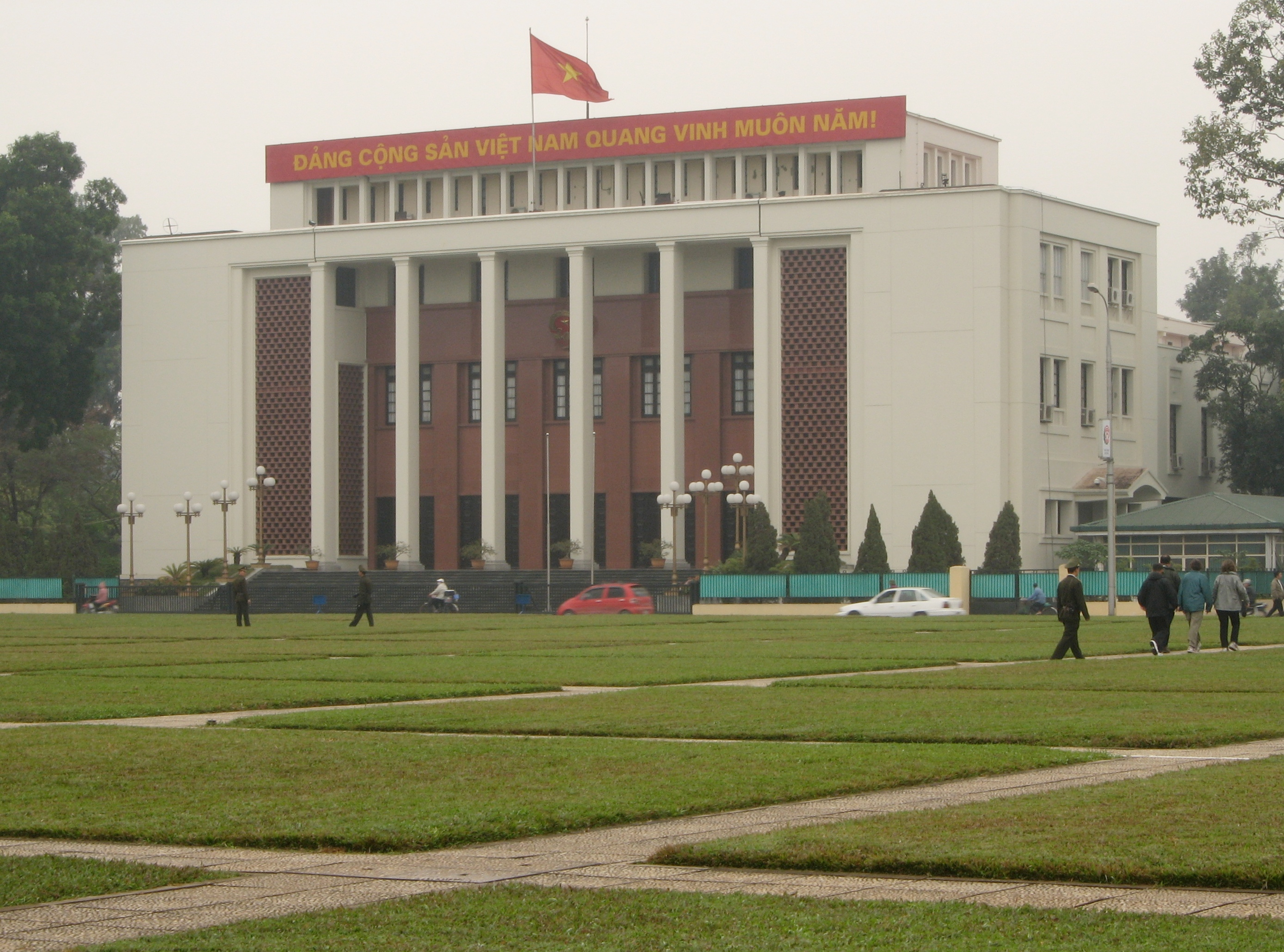